# 卡布里耶尔-达维尼翁
卡布里耶尔-达维尼翁（法語：Cabrières-d'Avignon，法語發音：[kabʁijɛʁ daviɲɔ̃]，意为“亞維農的卡布里耶尔”）是法国普罗旺斯-阿尔卑斯-蓝色海岸大区沃克吕兹省的一个市镇，属于阿维尼翁区。

## 地理
卡布里耶尔-达维尼翁（43°53'31"N, 5°8'58"E）面积14.68 平方千米，位于法国普罗旺斯-阿尔卑斯-蔚蓝海岸大区沃克吕兹省，该省份为法国东南部内陆省份，北起德龙省，西北接阿尔代什省，西接加尔省，南至罗讷河口省，东南角与瓦尔省接壤，东临上普罗旺斯阿尔卑斯省。
与卡布里耶尔-达维尼翁接壤的市镇（或旧市镇、城区）包括：戈尔德、拉涅、莫贝克、奥佩德、罗比永、索马讷德沃克吕兹。
卡布里耶尔-达维尼翁的时区为UTC+01:00、UTC+02:00（夏令时）。

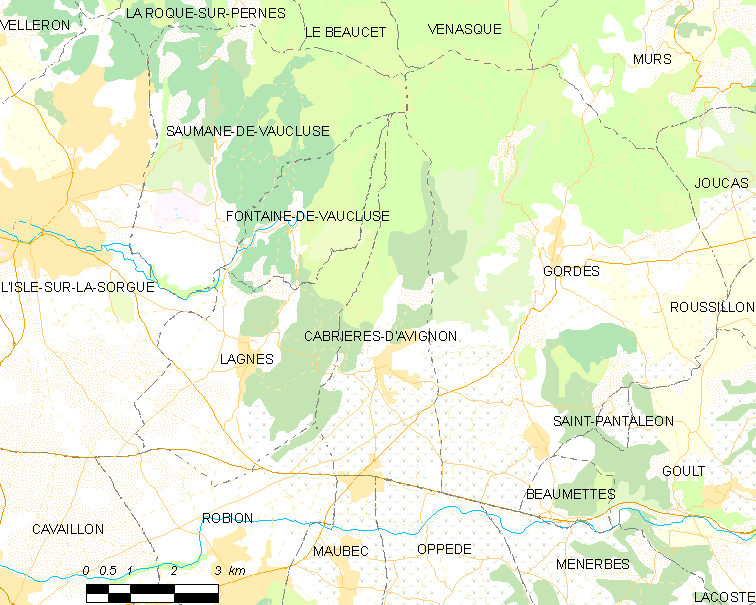
卡布里耶尔-达维尼翁的OSM定位图

## 行政
卡布里耶尔-达维尼翁的邮政编码为84220，INSEE市镇编码为84025。

## 政治
卡布里耶尔-达维尼翁所属的省级选区为舍瓦勒布朗县。

## 人口

1962-2008年间卡布里耶尔-达维尼翁人口变化图示

卡布里耶尔-达维尼翁于2022年1月1日时的人口数量为1741人。